# جيمس إنسور
جيمس إنسور (بالهولندية: James Ensor) (و. 1860 – 1949 م) هو رسام، ونقاش، من بلجيكا، ولد في أوستند، توفي في أوستند، عن عمر يناهز 89 عاماً.

## التعليم
تعلم في الأكاديمية الملكية للفنون الجميلة ‏.

## جوائز
حصل على جوائز منها:
- وسام ليوبولدمن رتبة قائد  [لغات أخرى]‏.

## روابط خارجية
- جيمس إنسور على موقع الموسوعة البريطانية (الإنجليزية)
- جيمس إنسور على موقع الموسوعة البريطانية (الإنجليزية)
- جيمس إنسور على موقع ميوزك برينز (الإنجليزية)
- جيمس إنسور على موقع إن إن دي بي (الإنجليزية)
- جيمس إنسور على موقع ديسكوغز (الإنجليزية)